# Franz Seraph Schaub

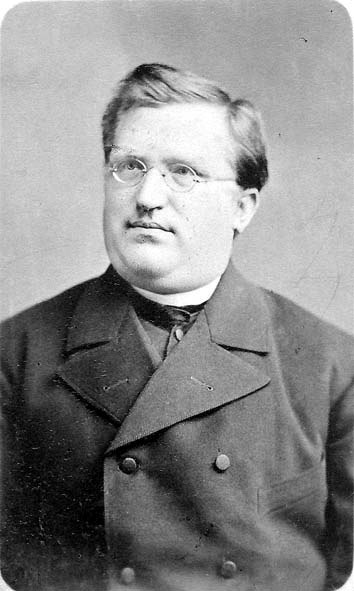
Franz Seraph Schaub

Franz Seraph Schaub (* 14. Juni 1870 in Deidesheim; † 24. Dezember 1927 in Regensburg) war ein deutscher Theologe.

## Leben
Franz Schaub war ein Sohn des Winzers Franz Josef Schaub und seiner Frau Josefa Hauser. Er studierte an der theologischen Fakultät in München Theologie und erhielt am 12. August 1894 in Speyer die Priesterweihe. Danach promovierte er an der theologischen Fakultät in München. Nachdem er anschließend vier Jahre lang als Kaplan in Schifferstadt und Homburg tätig gewesen war, wurde er 1903 Hofprediger an der St. Michaelkirche in München und Privatdozent an der dortigen Universität. Ab 1907 war Schaub als Professor für Kirchengeschichte und bayerisches Verfassungs- und Verwaltungsrecht am Lyzeum in Regensburg tätig. 1908 schrieb er sein Hauptwerk, Die katholische Caritas und ihre Gegner, eine anerkannte Schrift über Caritas-Fragen. Diese Arbeit trug ihm den Namen „Apostel der Caritas“ ein. Schaub musste 1922 sein Amt aus gesundheitlichen Gründen niederlegen und verstarb am Heiligen Abend 1927 in Regensburg, wo er seinem Wunsch gemäß auf dem Friedhof des Mutterhauses der Mallersdorfer Schwestern beigesetzt wurde.

## Werke
- Die katholische Caritas und ihre Gegner. Volksvereins-Verlag GmbH, Mönchengladbach 1909.
- Der Kampf gegen den Zinswucher, ungerechten Preis und unlautern Handel im Mittelalter. Herder, Freiburg im Breisgau 1905.
- Die Eigentumslehre nach Thomas von Aquin und dem modernen Sozialismus mit besonderer Berücksichtigung der beiderseitigen Weltanschauungen. Herder, Freiburg im Breisgau 1898.